# UAE League 2008/09
Die UAE League Saison 2008/09 war die 35. Auflage der obersten Liga der Vereinigten Arabischen Emirate. Sie begann am 19. September 2008. Titelverteidiger war Al Shabab. Adschman Club und Al-Khaleej stiegen aus der 2. Liga auf. 
Der Meister qualifizierte sich für die FIFA-Klub-Weltmeisterschaft 2009.

## Mannschaften
Die Mannschaften sind sortiert nach dem Abschneiden des Vorjahres.
| Verein                     | Trainer           | Stadt         | Stadion                              |
| -------------------------- | ----------------- | ------------- | ------------------------------------ |
| Al Shabab                  | Toninho Cerezo    | Dubai         | al-Maktoum-Stadion                   |
| Al-Jazira Club             | Abel Braga        | Abu Dhabi     | Al Jazira Mohammed Bin Zayed Stadium |
| Al-Ahli                    | Ivan Hašek        | Dubai         | Rashed Stadium                       |
| Al-Schardscha              | Youssef Al Zawawi | Schardscha    | Sharjah Stadium                      |
| Al-Shaab                   | Luka Peruzović    | Schardscha    | Khalid Bin Mohammed Stadium          |
| Al Ain Club                | Winfried Schäfer  | al-Ain        | Sheikh Khalifa International Stadium |
| Al-Wasl                    | Miroslav Beránek  | Dubai         | Zabeel Stadium                       |
| al-Wahda                   | Ahmad Abdulhaleem | Abu Dhabi     | Al-Nahyan-Stadion                    |
| Al-Nasr Sports Club        | Luka Bonačić      | Dubai         | al-Maktoum-Stadion                   |
| Al-Dhafra                  | Mohammad Kwid     | Madinat Zayed | Al Dhafra Stadion                    |
| Adschman Club (Aufsteiger) | Abdul Qader       | Adschman      | Ajman Stadium                        |
| Al-Khaleej (Aufsteiger)    | Sammir Juwaili    | Chaur Fakkan  | Al Baladi Stadium                    |

## Tabelle
|    | Mannschaft     | SP | S  | U | N  | T  | GT | TD  | Pkte |
| -- | -------------- | -- | -- | - | -- | -- | -- | --- | ---- |
| 1  | Al-Ahli        | 22 | 17 | 4 | 1  | 54 | 25 | +29 | 55   |
| 2  | Al-Jazira Club | 22 | 17 | 3 | 2  | 57 | 17 | +40 | 54   |
| 3  | Al Ain Club    | 22 | 12 | 7 | 3  | 40 | 20 | +20 | 43   |
| 4  | Al-Wahda       | 22 | 10 | 4 | 8  | 40 | 39 | +1  | 34   |
| 5  | Al Shabab      | 22 | 8  | 4 | 10 | 33 | 37 | −4  | 28   |
| 6  | Al-Nasr        | 22 | 6  | 8 | 8  | 37 | 40 | −3  | 26   |
| 7  | Al-Wasl        | 22 | 7  | 5 | 10 | 38 | 45 | −7  | 26   |
| 8  | Al-Dhafra      | 22 | 5  | 9 | 8  | 32 | 32 | 0   | 24   |
| 9  | Adschman Club  | 22 | 7  | 3 | 12 | 21 | 39 | −18 | 24   |
| 10 | Al-Schardscha  | 22 | 6  | 4 | 12 | 31 | 45 | −14 | 22   |
| 11 | Al-Shaab       | 22 | 5  | 3 | 14 | 23 | 37 | −14 | 18   |
| 12 | Al-Khaleej     | 22 | 4  | 2 | 16 | 21 | 51 | −30 | 14   |